# Jasnaja Poljana (Kaliningrad)
Jasnaja Poljana (russisch Ясная Поляна, deutsch Gut Trakehnen, 1929 bis 1945 Groß Trakehnen, und Trakehnen) ist eine Siedlung in der russischen Oblast Kaliningrad. Sie gehört zur kommunalen Selbstverwaltungseinheit Munizipalkreis Nesterow im Rajon Nesterow.
Der Ort befindet sich im Südosten des Gebietes unweit der Rominter Heide. 1731 wurde hier von Friedrich Wilhelm I. von Preußen, genannt Soldatenkönig, das Königliche Stutamt Trakehnen gegründet, welches alle Pferdebestände Ostpreußens in einem einzigen großen Gestüt vereinigen wollte.

## Geographische Lage
Jasnaja Poljana liegt im historischen Ostpreußen am rechten Ufer der Rodap (russisch: Rakowka) an der Kommunalstraße 27K-183, welche bei Diwnoje (Bahnhof Trakehnen) von der Föderalstraße A 229 (ehemalige deutsche Reichsstraße 1, heute auch Europastraße 28) abzweigt. Diwnoje ist auch die nächstgelegene Bahnstation an der Bahnstrecke Kaliningrad–Tschernyschewskoje (Königsberg–Eydtkuhnen/Eydtkau), dem Endstück der früheren Preußische Ostbahn, heute zur Weiterfahrt nach Litauen und ins russische Kernland.

## Ortsname
Der Ortsname Trakehnen leitet sich von einem baltischen Wort (litauisch oder altpreußisch) trakis= „Lichtung, Brandstätte“ ab. Die russische Bezeichnung bedeutet ebenfalls helle Lichtung.

## Geschichte

Trakehnen östlich der Stadt Königsberg i. Pr. und ostsüdöstlich der Stadt Gumbinnen auf einer Landkarte von 1908

### Gut Trakehnen / Groß Trakehnen
Gleich im nordwestlichen Anschluss an das Dorf Trakehnen (s. u.) folgte das Hauptvorwerk des preußischen Hauptgestütes Trakehnen, es war die Heimat der Pferderasse Trakehner.
Der Gutsbezirk Trakehnen gehörte seit 1874 zum Amtsbezirk Trakehnen im Landkreis Stallupönen, dem auch noch die Landgemeinde Iszledimmen angehörte. Am 10. Oktober 1884 wurde diese aufgelöst, da sie für das Gestüt aufgekauft worden war. Im Jahr 1900 wurden die Güter Bajohrgallen, Birkenwalde, Burgsdorfshof, Danzkehmen, Gurdszen, Kalpakin und Taukenischken als Vorwerke an das Gut Trakehnen angeschlossen. Im Jahr 1910 hatte der so vereinigte Ort 1691 Einwohner. Am 30. September 1929 wurde der Gutsbezirk Trakehnen in die Landgemeinde Groß Trakehnen umgewandelt. Im Jahr 1933 zählte diese 1540 Einwohner. Im Jahr 1938 wurden die Vorwerke Bajohrgallen in Goltzfelde, Danzkehmen in Oettingen, Gurdszen in Schwichowshof, Kalpakin in Königseichen und Traukenischken in Belowsruh umbenannt. Im Jahr 1939 zählte Groß Trakehnen 1519 Einwohner.

### Trakehnen (Dorf)
Das Dorf Trakehnen gehörte seit 1874 als Landgemeinde zum Amtsbezirk Enzuhnen im Landkreis Stallupönen. Im Jahre 1910 zählte der Ort 498 Einwohner, in den Jahren 1933 und 1939 waren es 508 bzw. 501 Einwohner.

### Jasnaja Poljana

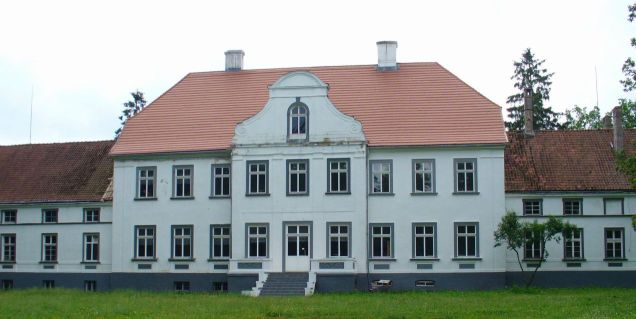
Landwirtschaftsschule

Nach dem Zweiten Weltkrieg wurden Groß Trakehnen und Trakehnen unter sowjetische Verwaltung gestellt. Im Jahr 1947 erhielt Groß Trakehnen den russischen Namen Jasnaja Poljana und Trakehnen den russischen Namen Diwnoje. Gleichzeitig wurden beide Orte in den Dorfsowjet Tschkalowski selski Sowet im Rajon Nesterow eingeordnet. Die im Jahr 1900 zum Gut Trakehnen hinzugekommenen Vorwerke gehörten offenbar in der Folge nicht mehr zu Jasnaja Poljana. Ob es ein eigenständiges Diwnoje in dieser Form vor Ort wirklich gegeben hat, muss zunächst offenbleiben. Heute wird mit Diwnoje der ehemalige Wohnplatz Bahnhof Trakehnen bezeichnet. Jedenfalls gehört das ehemalige Dorf Trakehnen gemäß der verfügbaren Karten spätestens seit Ende der 1960er Jahre mit zu Jasnaja Poljana. Etwa in den 1970er Jahren war Jasnaja Poljana selber Verwaltungssitz des Tschkalowski selski Sowet. Von 2008 bis 2018 gehörte der Ort zur Landgemeinde Iljuschinskoje selskoje posselenije, von 2019 bis 2021 zum Stadtkreis Nesterow und seither zum Munizipalkreis Nesterow. Die Einwohnerzahlen von Jasnaja Poljana bei den drei letzten Volkszählungen in den Jahren 2002, 2010 und 2021 betrugen 955, 997 und 702.
Die Wiederbesiedlung erfolgte, wie in den meisten russischen Teilen des ehemaligen Ostpreußen, nur spärlich. Im Dorf sind noch wenige Häuser aus deutscher Zeit erhalten. Die Anlagen des Gestüts sind weitestgehend verfallen. Im ehemaligen Landstallmeisterhaus (Schloss Trakehnen) sowie dem ehemaligen Reitburschenhaus befindet sich seit dem Ende des Zweiten Weltkrieges eine Schule. Durch die Schüler und Lehrer der Schlossschule werden die Geschichte des Ortes sowie des Hauptgestütes Trakehnen in einem kleinen Museum gepflegt und auf Nachfrage der Öffentlichkeit vorgestellt. Pferdezucht wird direkt am Standort nicht mehr betrieben. Jedoch befindet sich zum Beispiel in Majowka (dem früheren Landgestüt Georgenburg) eine Pferdezucht.

## Kirche
Bei seiner vor 1945 überwiegend evangelischen Bevölkerung war Gut bzw. Groß Trakehnen in das Kirchspiel Enzuhnen (1938–1946 Rodebach, heute russisch: Tschkalowo) eingegliedert und gehörte zum Kirchenkreis Stallupönen (1938–1946 Ebenrode, russisch: Nesterow) der Kirchenprovinz Ostpreußen der Kirche der Altpreußischen Union.
Zu sowjetischen Zeiten kam das kirchliche Leben zum Erliegen. Erst in den 1990er Jahren entstand in Jasnaja Poljana selbst eine kleine evangelische Gemeinde, die sich in Ermangelung eines eigenen Kirchengebäudes in einem Privathaus trifft. Sie gliederte sich der Propstei Kaliningrad in der Evangelisch-Lutherischen Kirche Europäisches Russland an. Das zuständige Pfarramt ist das der Salzburger Kirche in Gussew (Gumbinnen).

## Söhne und Töchter des Ortes
- Karl Wilhelm Ammon (1777–1842), deutscher Hippiatriker und Autor
- Georg Gottlieb Ammon (1780–1839), deutscher Hippiatriker und Autor
- Gustav von Below (1791–1852), deutscher General
- Walther Funk (1890–1960), deutscher Journalist, NS-Wirtschaftsminister und Reichsbankpräsident
- Wilhelm Kuebart (1913–1993), deutscher Offizier und Widerstandskämpfer des 20. Juli 1944